# Az NHL-ben egy mérkőzésen nyolc vagy annál több pontot elérő játékosok listája
Ez egy lista azokról a játékosokról akik az National Hockey League-ben egy mérkőzésen nyolc vagy annál több pontot szereztek. Nyolc pontot vagy annál többet szerezni hatalmas teljesítmény és ez csak 12 játékosnak sikerült a liga történetében. A Pittsburgh Penguins játékosának, Mario Lemieux-nek sikerült ez teljesítmény a legtöbbször szám szerint háromszor. Wayne Gretzky a másik játékos, akinek ez kétszer sikerült. Darryl Sittler az egyetlen játékos, aki több mint nyolc pontot szerzett egy mérkőzésen. A Toronto Maple Leafs színeiben 1976-ban tíz pontot szerzett.

## A játékosok listája

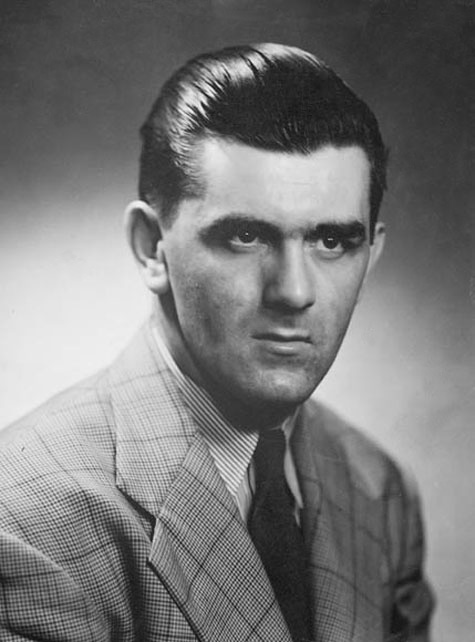
Maurice "Rocket" Richard volt az első az National Hockey League történetében, aki nyolc pontot szerzett egy mérkőzésen.

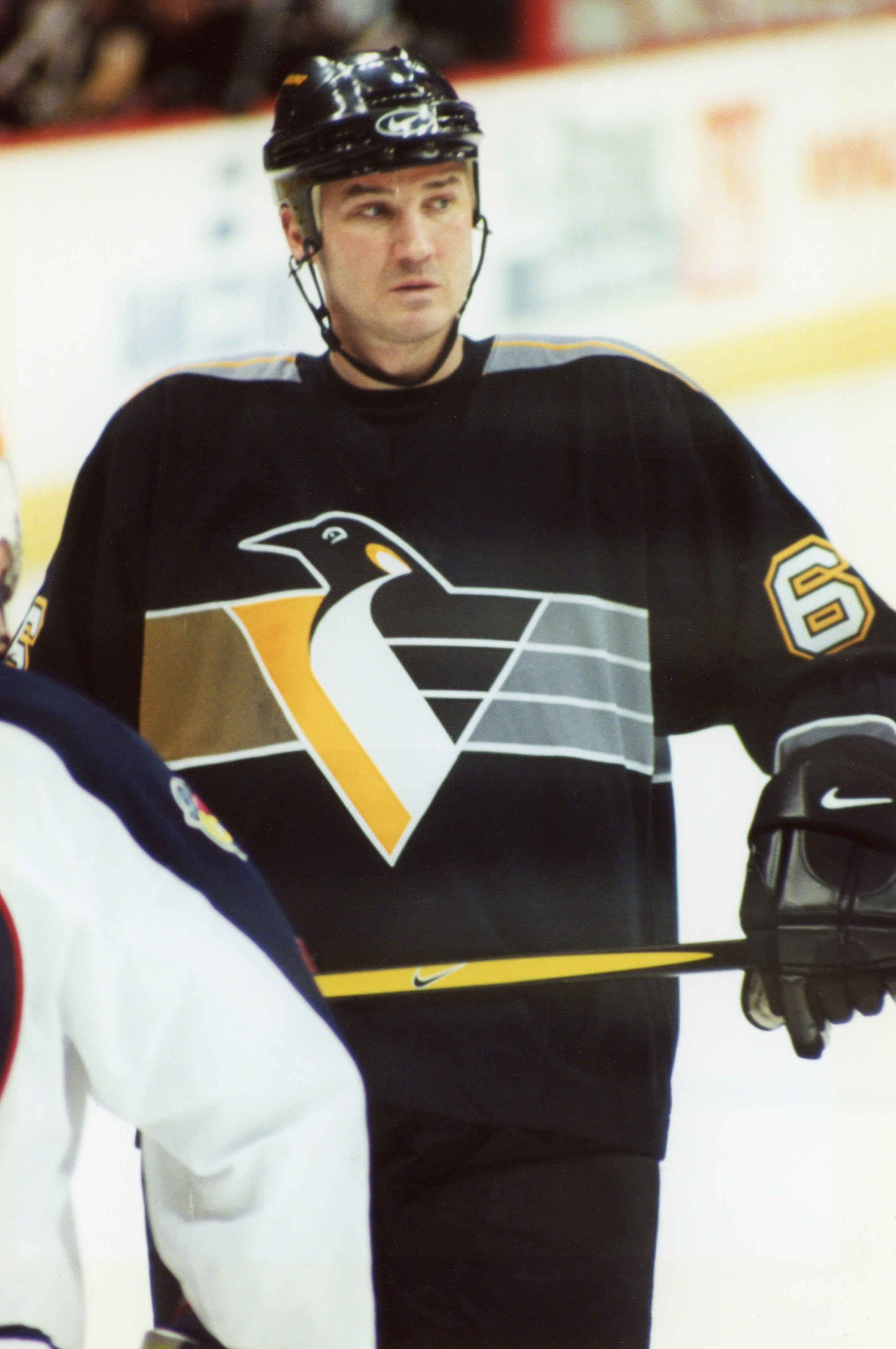
Mario Lemieux-nek három nyolc pontos mérkőzése volt.

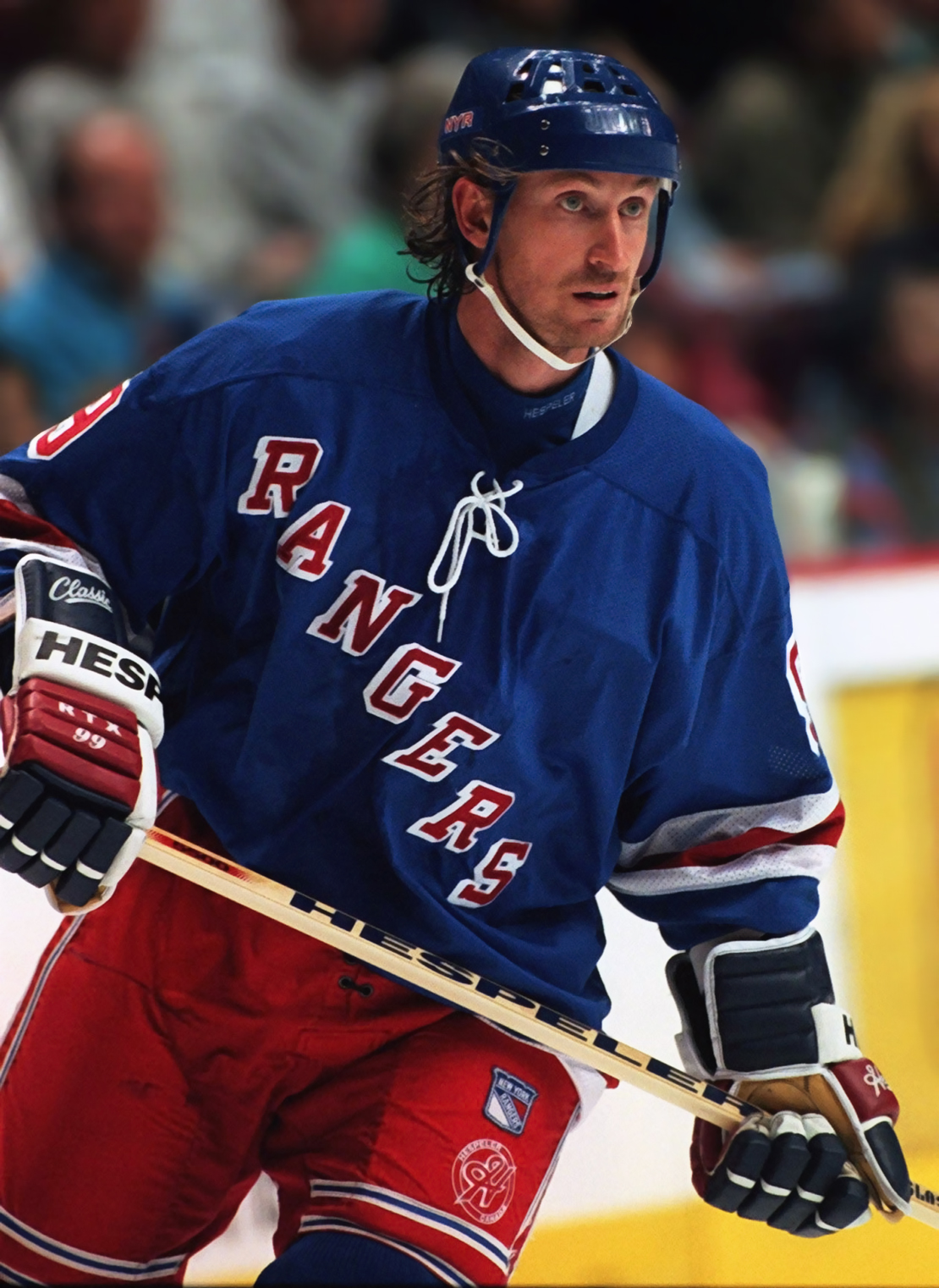
Wayne Gretzkynek kettő nyolc pontos mérkőzése volt

- megjegyzés: a sárgával kiemelt játékosok rájátszás mérkőzésen szereztek nyolc pontot

| Név              | Nemzetiség | Csapat              | Dátum              | Pontok |
| ---------------- | ---------- | ------------------- | ------------------ | ------ |
| Sam Gagner       | CAN        | Edmonton Oilers     | 2012. február 2.   | 8      |
| Mario Lemieux    | CAN        | Pittsburgh Penguins | 1989. április 25.  | 8      |
| Mario Lemieux    | CAN        | Pittsburgh Penguins | 1988. december 31. | 8      |
| Bernie Nicholls  | CAN        | Los Angeles Kings   | 1988. december 1.  | 8      |
| Mario Lemieux    | CAN        | Pittsburgh Penguins | 1988. október 15.  | 8      |
| Patrik Sundström | SWE        | New Jersey Devils   | 1988. április 22.  | 8      |
| Paul Coffey      | CAN        | Edmonton Oilers     | 1986. március 14.  | 8      |
| Wayne Gretzky    | CAN        | Edmonton Oilers     | 1984. január 4.    | 8      |
| Wayne Gretzky    | CAN        | Edmonton Oilers     | 1983. november 19. | 8      |
| Anton Šťastný    | SVK        | Québec Nordiques    | 1981. február 22.  | 8      |
| Peter Šťastný    | SVK        | Québec Nordiques    | 1981. február 22.  | 8      |
| Bryan Trottier   | CAN        | New York Islanders  | 1978. december 23. | 8      |
| Tom Bladon       | CAN        | Philadelphia Flyers | 1977. december 11. | 8      |
| Darryl Sittler   | CAN        | Toronto Maple Leafs | 1976. február 7.   | 10     |
| Bert Olmstead    | CAN        | Montréal Canadiens  | 1954. január 1.    | 8      |
| Maurice Richard  | CAN        | Montréal Canadiens  | 1944. december 28. | 8      |